# 가쿠포이드
가쿠포이드(일본어: がくっぽいど)는 일본의 주식회사 인터넷에서 야마하의 보컬 음성 합성 소프트웨어 VOCALOID2를 기반으로 만든 소프트웨어이다. 목소리는 일본의 가수인 각트의 목소리를 베이스로 만들어졌다. 이미지 캐릭터의 일러스트는 만화 《베르세르크》의 작가인 미우라 켄타로가 그렸다. 가쿠포이드의 영어 표기는 “GACKPOID”이고 가쿠포이드의 이미지 캐릭터의 이름은 카무이 가쿠포(神威がくぽ)이다.

## 공식 프로필
- 제품 이름: 가쿠포이드(일본어: がくっぽいど)
- 이미지 캐릭터 이름: 카무이 가쿠포(神威がくぽ)
- 발매일: 2008년 7월 31일
- 별자리: 사자자리
- 자신 있는 템포: 60 ~ 150 BPM
- 자신 있는 음역: A1 ~ C4

## 음원
가쿠포이드는 2008년 7월 31일, VOCALOID2를 채용하여 발매된 제품으로, VOCALOID2 제품 중 처음으로 남자 목소리를 사용한 제품이다.
2012년 7월 13일에는 VOCALOID3 엔진을 사용한 “VOCALOID3 가쿠포이드”가 발매되었으며 상세 음원으로는 “가쿠포이드 NATIVE”, “가쿠포이드 POWER”, “가쿠포이드 WHISPER”와 같이 세 종류가 존재한다.

## 가쿠포이드 사용에 대하여
인터넷 사도 크립톤 퓨처 미디어와 같이 가쿠포이드 캐릭터 사용에 대한 “지침”이 있고 이를 따라야만 한다.
크립톤에서 운영하는 피아프로에서 크립톤 VOCALOID 뿐만 아닌 가쿠포이드나 Megpoid 관련 작품을 투고 가능하다.

## 같이 보기
- VOCALOID
- 각트
- 주식회사 인터넷
  - Megpoid